# The Real Thing (album de Midnight Oil)
Cet article concerne l'album de Midnight Oil. Pour l'album de Faith No More, voir The Real Thing.
Pour les articles homonymes, voir The Real Thing.
Albums de Midnight Oil
Redneck Wonderland
(1998) Capricornia
(2002)
Singles
1. Say Your Prayers
Sortie : 1999
2. The Real Thing
Sortie : 2000

The Real Thing est un album live acoustique du groupe de rock australien Midnight Oil sorti le 8 juillet 2000. Quatre chansons inédites enregistrées en studio figurent sur le disque.
Il se classe à la 7e place dans les charts en Australie où il est certifié disque d'or.

## Liste des titres
| No  | Titre                                      | Auteur                                               | Durée |
| --- | ------------------------------------------ | ---------------------------------------------------- | ----- |
| 1.  | The Real Thing (reprise de Russell Morris) | Johnny Young                                         | 3:32  |
| 2.  | Say Your Prayers                           | Jim Moginie                                          | 4:27  |
| 3.  | Spirit of the Age                          | - Moginie - Peter Garrett                            | 3:11  |
| 4.  | Feeding Frenzy                             | - Moginie - Garrett                                  | 6:02  |
| 5.  | Tell Me the Truth                          | - Moginie - Garrett                                  | 3:36  |
| 6.  | The Dead Heart                             | - Garrett - Rob Hirst - Moginie                      | 6:04  |
| 7.  | Tin Legs and Tin Mines                     | - Martin Rotsey - Moginie - Garrett - Peter Gifford  | 4:43  |
| 8.  | Short Memory                               | - Garrett - Hirst - Moginie                          | 4:53  |
| 9.  | In the Valley                              | - Moginie - Garrett - Hirst                          | 3:31  |
| 10. | Blue Sky Mine                              | - Rotsey - Hirst - Moginie - Garrett - Bones Hillman | 4:25  |
| 11. | US Forces                                  | - Moginie - Garrett                                  | 4:24  |
| 12. | Warakurna                                  | Moginie                                              | 4:27  |
| 13. | Truganini                                  | - Hirst - Moginie                                    | 4:37  |
| 14. | The Last of the Diggers                    | Hirst                                                | 4:19  |

- Les titres 1, 2, 3 et 14 sont enregistrés en studio.
- Les titres 4 à 8, 10 et 11 sont enregistrés en live à The Metro Theatre, Sydney (octobre 1994).
- Les titres 9, 12 et 13 sont enregistrés en live aux Sony Studios à New York en avril 1993 pour l'émission MTV Unplugged.

## Composition du groupe
- Peter Garrett : chant, harmonica
- Bones Hillman : basse, chœurs
- Jim Moginie : guitares, claviers, harmonium, autoharpe, chœurs
- Martin Rotsey : guitares
- Rob Hirst : batterie, percussions, chœurs

Musiciens additionnels :
- Stewart Kirwan : trompette sur Say Your Prayers
- Andrew Bickers : saxophone ténor sur Say Your Prayers
- Anthony Kable : trombone sur Say Your Prayers
- Charlie McMahon : didgeridoo sur The Dead Heart
- Chris Abrahams : piano, orgue (titres 4 à 13)
- Basheri : percussions (titres 9, 12 et 13)
- Sunil de Silva : percussions (titres 4 à 8, 10 et 11)

## Classements hebdomadaires
| Classement (2000) | Meilleure place |
| ----------------- | --------------- |
| Australie (ARIA)  | 7               |

## Certifications
| Pays             | Certifications | Unités certifiées |
| ---------------- | -------------- | ----------------- |
| Australie (ARIA) | Or             | 35 000            |